# いい気になるなよ
「いい気になるなよ」（いいきになるなよ）は、2000年5月24日に発売された小柳ルミ子の51枚目のシングルである。

## 解説
- ガウスエンタテインメント移籍第一弾シングル。

## 収録曲
- 全曲作詞：小柳ルミ子／編曲：矢野立美

1. いい気になるなよ
  - 作曲：杉本真人
2. 道☆明日に向かって
  - 作曲：平尾昌晃
3. いい気になるなよ（オリジナル・カラオケ）
4. 道☆明日に向かって（オリジナル・カラオケ）